# Johannes Becker (Jurist)
Johannes Becker (* 23. Dezember 1897 in Insterburg, Ostpreußen; † 10. Mai 1971 in Frankfurt am Main) war ein deutscher Jurist und Landgerichtspräsident am Landgericht Frankfurt am Main ab 1945. Er war bis 1933 Vorsitzender einer Berufungszivilkammer.
Becker studierte an der Universität Frankfurt am Main Jura und begann dort 1923 seine juristische Laufbahn als Referendar. Er war Vorsitzender des Verwaltungsrats der Frankfurter Sparkasse von 1822.
Am 8. August 1930 heiratete Becker Anna Bendheimer (1902–?), Tochter von Jonas Bendheimer und Rosa Nathan. Becker wurde während des Dritten Reichs angefeindet, weil seine Frau jüdisch war und weil er sie nicht im Stich lassen wollte. So verfügte der Dachverband seiner Studentenverbindung in Frankfurt den Ausschluss der „jüdisch Versippten“ um 1935. Er wurde außerdem aus der 7. Zivilkammer in das Grundbuchamt versetzt und 1944 zur Arbeit in einem Werk der Rüstungsindustrie abkommandiert. Das Paar bekam zwei Kinder, Hans Dieter und Anneliese. Johannes Becker war evangelisch.
Becker erhielt 1962 die Ehrenplakette der Stadt Frankfurt am Main und im selben Jahr das Große Verdienstkreuz des Verdienstordens der Bundesrepublik Deutschland. 